# Oakland (Mississipi)
Oakland és una població dels Estats Units a l'estat de Mississipi. Segons el cens del 2000 tenia 586 habitants.

## Demografia
Segons el cens del 2000, Oakland tenia 586 habitants, 222 habitatges, i 132 famílies. La densitat de població era de 158,2 habitants per km².
Dels 222 habitatges en un 28,4% hi vivien nens de menys de 18 anys, en un 28,4% hi vivien parelles casades, en un 24,8% dones solteres, i en un 40,1% no eren unitats familiars. En el 36,5% dels habitatges hi vivien persones soles el 16,7% de les quals corresponia a persones de 65 anys o més que vivien soles. El nombre mitjà de persones vivint en cada habitatge era de 2,64 i el nombre mitjà de persones que vivien en cada família era de 3,57.
Per edats la població es repartia de la següent manera: un 30% tenia menys de 18 anys, un 9,7% entre 18 i 24, un 29,2% entre 25 i 44, un 19,1% de 45 a 60 i un 11,9% 65 anys o més.
L'edat mediana era de 33 anys. Per cada 100 dones de 18 o més anys hi havia 85,5 homes.
La renda mediana per habitatge era de 17.431 $ i la renda mediana per família de 19.286 $. Els homes tenien una renda mediana de 27.222 $ mentre que les dones 17.083 $. La renda per capita de la població era de 7.898 $. Entorn del 49,2% de les famílies i el 53,7% de la població estaven per davall del llindar de pobresa.

## Poblacions més properes
El següent diagrama mostra les poblacions més properes.